# Troksy
Troksy [ˈtrɔksɨ] (Đức Truchsen) là một ngôi làng ở quận hành chính của Gmina Bisztynek, trong hạt Bartoszycki, Warmińsko-Mazurskie, ở miền bắc Ba Lan.